# 土耳其的种族主义和歧视
土耳其种族主义，存在于土耳其社会及其整个历史中，包括制度性种族主义针对非穆斯林和非逊尼派少数群体。  这主要表现为一些人(来自土耳其人)对非土耳其族裔的态度和行为，特别是库尔德人、亚美尼亚人、阿拉伯人、亚述人、希腊人、犹太人， 以及像罗姆人这样的游牧群体。

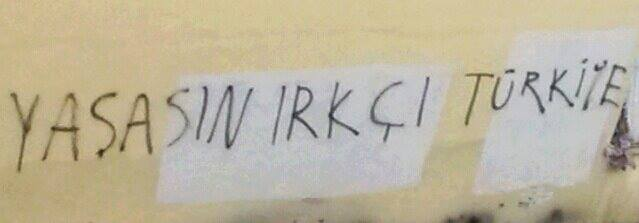
伊斯坦布尔一座亚美尼亚教堂的墙上，有不明人士写下的一句话：“种族主义土耳其万岁”

近年来，土耳其针对叙利亚难民、阿富汗人、巴基斯坦人和非洲移民等中东国民的种族主义有所增加。